# شوک (اقتصاد)
در علم اقتصاد، شوک (به انگلیسی:shock) یک رویداد غیرمنتظره یا غیرقابل پیش‌بینی است که بر اقتصاد چه به نحوی مثبت یا منفی تأثیر می‌گذارد. از نظر فنی، شوک اقتصادی تغییر غیرقابل پیش‌بینی در عوامل برون‌زا - یعنی عواملی که توسط یک مدل اقتصادی توضیح داده نمی‌شود - که ممکن است بر متغیرهای اقتصادی درون‌زا تأثیر بگذارد می‌باشد.
پاسخ متغیرهای اقتصادی، مانند تولید ناخالص داخلی و میزان اشتغال، در زمان شوک و در زمان‌های بعدی، توسط یک تابع پاسخ ضربه‌ای اندازه‌گیری می‌شود.

## انواع شوک‌های اقتصادی

حملات ۱۱ سپتامبر یک شوک اقتصادی در میانگین صنعتی داو جونز به وجود آوردند.

شوک تکنولوژیک یا فناورانه یک نمونه از انواع شوک اقتصادی است. شوک تکنولوژیک نوعی شوک است که در نتیجه یک توسعه فناورانه ایجاد می‌شود و بر بهره‌وری اقتصادی تأثیر می‌گذارد.
اگر شوک ناشی از محدودیت در عرضه باشد، به آن شوک عرضه می‌گویند و معمولاً منجر به افزایش قیمت برای یک محصول خاص می‌شود. هنگام وقوع حوادث یا بلایای طبیعی می‌توان شوک‌های عرضه را ایجاد کرد. بحران گاز استرالیای غربی در سال ۲۰۰۸ میلادی که ناشی از انفجار یک خط لوله در جزیره وارانوس بود یک نمونه از این نوع شوک است.
شوک تقاضا، تغییر ناگهانی الگوی مخارج خصوصی، به ویژه هزینه‌های مصرفی توسط مصرف‌کنندگان یا مخارج سرمایه‌گذاری توسط مشاغل است.
یک شوک تورمی زمانی اتفاق می‌افتد که قیمت کالاها به‌طور ناگهانی افزایش می‌یابد (مثلاً پس از کاهش یارانه‌های دولتی) در حالی که همه حقوق‌ها بلافاصله در سراسر جامعه تعدیل نمی‌شوند (این امر منجر به از دست دادن موقت قدرت خرید برای بسیاری از مصرف‌کنندگان می‌شود) یا اینکه ممکن است هزینه‌های تولید از درآمدهای شرکت فراتر رود (مثلاً به دنبال افزایش قیمت انرژی).
یک شوک سیاست پولی زمانی اتفاق می‌افتد که بانک مرکزی، بدون هشدار قبلی، الگوی نرخ بهره یا کنترل عرضه پول خود را تغییر دهد. شوک سیاست مالی معمولاً ناشی از تغییر غیرمنتظره در مخارج دولت یا در میزان مالیات می‌باشد.
شوک خبری تغییر در انتظارات فعلی از پیشرفت فناوری آینده است که می‌تواند توسط اطلاعات جدید در مورد پیشرفت‌های بالقوه فناوری ایجاد شود.
در زمینه اقتصاد خرد، شوک‌ها در سطح خانوار نیز مورد بررسی قرار می‌گیرند، مانند شوک‌های سلامتی، درآمدی و مصرفی. به عنوان مثال، شوک‌های اقتصادی منفی فردی و خانگی می‌تواند ناشی از از دست دادن شغل باشد، در حالی که شوک‌های مثبت می‌تواند ناشی از برنده شدن در یک بخت‌آزمایی باشد. برای مثال، در اقتصاد خرد توسعه، رابطه بین شوک‌های درآمد خانوار و سطوح مصرف خانوار برای درک توانایی یک خانوار برای بیمه کردن خود (آزمایش فرضیه بیمه کامل) مورد مطالعه قرار می‌گیرد.

## تأثیر سیاسی شوک‌های اقتصادی
شوک‌های اقتصادی بر ترجیحات سیاسی تأثیر می‌گذارد. تجربه شوک‌های منفی مانند از دست دادن شغل باعث می‌شود افراد از سیاست‌های توزیع مجدد و سیاست‌های اجتماعی گسترده‌تر حمایت کنند. برخی شواهد نشان می‌دهد که شوک‌های اقتصادی منفی باعث می‌شود افراد اعتماد خود را به نظام‌های سیاسی از دست بدهند، اگرچه این فرسایش اعتماد اغلب موقتی است و در طول زمان مجدداً بازمی‌گردد. بخش محدودی از رای‌دهندگان ممکن است در واکنش به شوک‌های اقتصادی، الگوهای رای دهی خود را تغییر دهند. این تغییرات می‌تواند شامل حمایت از نامزدها و سیاست‌هایی باشد که ضد نظام و ساختار فعلی، عوام‌گرا یا چپ‌گرا باشد. همچنین رای‌دهندگان ممکن است در واکنش به شوک‌های اقتصادی دیگر رای ندهند. شوک‌های مثبت اقتصادی نیز با افزایش اعتماد به نهادهای دولتی مرتبط شده‌اند.